# Hermenegild de Salceda
Hermenegildo de Salceda (Galícia, segle x - Salceda de Caselas, Pontevedra, 943) fou un monjo benedictí,del monestir de Santa Maria de Saliceta, a Salceda de Caselas, a tres llegües de Tui, monestir doble fundat per Ordoni I de Galícia en 914. Fou confessor d'aquest rei. Amb Sant Rossend de Celanova, contribuí a evangelitzar Galícia.
A l'església de Santa Maria, contigua al monestir, hi ha la tomba del sant amb la inscripció: 
| « | In hoc tumulo requiescit famulus Dei Hermegildus qui obiit die quinta feira nonas novembris era DCCCCLXXXI fratres et sorores orate pro nos | » |

En aquest túmul jeu el servent de Déu Hermegild, que morí el dia 2 de novembre do 943. Germans i germanes, pregueu per nosaltres.